# Полдинг (окръг, Джорджия)
Окръг Полдинг (на английски: Paulding County) е окръг в щата Джорджия, Съединени американски щати. Площта му е 816 km², а населението - 121 530 души. Административен център е град Далас.